# Скопец, Залман Алтерович
За́лман А́лтерович Ско́пец (1 января 1917, Креславка — 3 ноября 1984, Ярославль) — советский математик, доктор физико-математических наук, профессор.

## Юность и переезд в Ярославль
Родился 1 января 1917 года в городе Краславе Витебской губернии (ныне Латвия). Окончил Рижский университет (1938), работал учителем. В самом начале войны эвакуировался из Риги в Ярославскую область, где преподавал математику в школе (1941—1942). Оставшиеся в Краславе родители — Алтер Залманович Скопец (1887—1941) и Двейра Абрамовна Нотик (1888—1941) — были убиты в ходе массовой акции уничтожения евреев Краславы в июле 1941 года. 
Начиная с 1942 работал на кафедре элементарной математики Ярославского государственного педагогического института им. К. Д. Ушинского) (с 1953 года — заведующий кафедрой).
После защиты докторской и получения звание профессора (1964) возглавил кафедру геометрии. В этот период он также отдает много сил
методической работе, возглавляя кафедру элементарной математики (до 1962 года).
Появился новый коллектив преподавателей, который под руководством талантливого геометра смог активно внедрять
новые прогрессивные геометрические идеи в процесс преподавания курса элементарной
математики в педвузе и в школе.
В сотрудничестве с доцентом В.А.Жаровым им была создана глубокая и содержательная
монография "Задачи и теоремы по геометрии (планиметрии)". Эта книга стала
настольным руководством учителя математики как великолепный учебник-справочник,
содержащий огромный фактический материал, в значительной мере представленный в
виде задач. Впервые в СССР в элементарной геометрии тщательно исследовались
задачи абсолютной геометрии, которые оказались столь современными и охватывающими
столь большой круг вопросов, что вызывали отклик в практической работе учителя
математики. В итоге огромного интереса к идеям, выдвинутым З.А.
Скопецом в преподавании элементарной математики, им была высказана мысль о
создании общественной аспирантуры для учителей математики школ области, которая в
дальнейшем была реализована.

## Школа Скопеца
Постепенно в Ярославле складывалась авторитетная школа конструктивной
алгебраической геометрии. Вместе с З.А. Скопецом  занимались
научной работой его ученики Олесь Акимович Котий, Гелиос Леонтьевич Агафонов,
позднее Александр Сергеевич Тихомиров и другие. Первой аспиранткой З.А.Скопеца,
защитившей диссертацию по геометрии, является Г.В.Киотина - ныне профессор
Рязанского педагогического университета. Расширились связи с вузами и научными
школами (Казань, Москва, Смоленск, Ростов-на-Дону и т.д.), выпускники аспирантуры
ЯГПИ разъезжались по стране от Хабаровска (Г.Г. Казакова) до Латвии (Э.А. Лаудыня,
М.Х. Приеде). Последователи З.А.Скопеца работают и в вузах Ярославля: это В.А.
Кузнецова, Л.Б.Медведева - Ярославский государственный университет, а также Т.П.
Черепанова, А.И. Чегодаев, Е.С. Рогозина.
З.А. Скопец оставался скромным в личных потребностях. Он не имел личного помещения на кафедре,
служебного телефона, выполнял все функции научного руководителя, заведующего
кафедрой фактически на своей квартире. Там же печатались на машинке и
редактировались все выпускаемые кафедрой научные сборники.
З.А. Скопец всегда заботился о культурном воспитании аспирантов. Он
организовывал посещения концертов и театра, сам музицировал на скрипке. 
В конце шестидесятых годов в стране проходила реформа школы, и с того времени имя
З.А. Скопеца было связано с нею.
Развивая концепцию преподавания геометрии в школе, разработанную академиком А.Н.
Колмогоровым, он стал одним из авторов и научным редактором учебного пособия
"Геометрия 9-10", написанного в соавторстве с В.М.Клопским и М.И. Ягодовским. Первая
часть учебного пособия - "Геометрия 6-8" - была написана авторским коллективом во
главе с А.Н. Колмогоровым. Оба пособия выдержали по несколько изданий. Будучи
новаторскими, современными, эти учебные пособия по геометрии потребовали коренной
перестройки взглядов на этот школьный предмет как с содержательной, так и с
методической стороны.
З.А. Скопец находился у истоков становления векторного и координатного методов в
школьном преподавании. Учебник "Геометрия 9-10" под редакцией З.А. Скопеца
отличается богатым и интересным подбором задач, решаемых координатно-векторным
методом. В настоящее время он активно используется учителями, работающими в классах
математического профиля. З.А. Скопецом написано большое количество статей,
сборников задач для учительства, посвященных использованию координат, векторов и
геометрических преобразователей в школе. Ранее, в 1968 году, в соавторстве с В.М.
Майоровым им была опубликована книга "Векторные методы решения
геометрических задач" для студентов педвузов и учителей школ.
З.А. Скопец и его последователи О.И. Шендеровская, П.С.Марголите, Н.П. Комов, Т.Л.
Агафонова, Г.Б. Кузнецова, И.С. Герасимова, О.П. Шарова, Л.Б. Медведева и другие
систематически выступали с лекциями для учителей математики городов
Ярославля и Рыбинска, а также в районах области перед сельскими учителями.
Проводились учительские семинары, где он также активно и плодотворно работал,
постоянно обучая учителей новой геометрии.
З.А.Скопец составил многих красивых, изящных геометрических задач, поражая своих
учеников изобретательностью логической мысли. Долгое время он вел отдел задач
журнала "Математика в школе", общался с учителями,
повышая их математическую культуру.

## Последние труды
Последние годы жизни профессора З.А. Скопеца были ознаменованы значительными
успехами в развитии конструктивной бирациональной геометрии. Он устанавливает
научные контакты с Институтом математики АН СССР и кафедрой алгебры МГУ имени
М.В.Ломоносова, в которых оказались заинтересованными обе стороны. Эти контакты
принесли новые импульсы для плодотворной научной деятельности школы З.А. Скопеца.
Были организованы на базе ЯГПИ школы-семинары по алгебраической геометрии, в
которых принимали деятельное участие И.Р. Шафаревич, С.П.Новиков, В.И.Арнольд,
профессора А.Н.Тюрин, А.А.Кириллов, М.М.Постников и другие видные отечественные
математики.

## Неудачи и смерть
В конце 1970-х годов реформа математического образования и действовавшие учебники
подверглись серьёзной критике. В том числе критиковался и учебник геометрии под редакцией З. А. Скопеца — за излишнее
усложнение курса геометрии и его формализацию. Реформа математического образования была остановлена,
учебник геометрии для 9—10-х классов был переработан в направлении упрощения
материала и в 1982 году вышел 8-м изданием, однако в том же году был заменен
учебником А. В. Погорелова.
Постоянная работа в условиях нервного и физического переутомления вызывали ухудшение здоровья
З.А.Скопеца.  Он скончался 3 ноября 1984 года на шестьдесят восьмом году жизни после тяжелой болезни.

## Наследие
В работе кафедры геометрии и кафедры алгебры ЯГПУ во многом
осуществились идеи и задумки Скопеца. Так, на кафедре геометрии было
завершено издание учебного пособия "Задачи по объединенному курсу геометрии" (60
п.л.), первые выпуски которого были сделаны еще З.А. Скопецом.Был создан
учебно-методический комплекс по геометрии, в котором нашли отражение итоги научно-
исследовательской и методической деятельности членов кафедры геометрии.
Естественным продолжением традиций, заложенных
Скопецом, явилось открытие в Ярославском педагогическом университете
совета по защите кандидатских диссертаций по алгебраической геометрии.